# 比尔·布里奇斯
威廉·C·布里奇斯（英語：William C. Bridges，1939年4月4日—），美国NBA联盟前职业篮球运动员。他在1961年的NBA选秀中第3轮第32顺位被芝加哥包装工选中。